# 帕拉納瓦伊

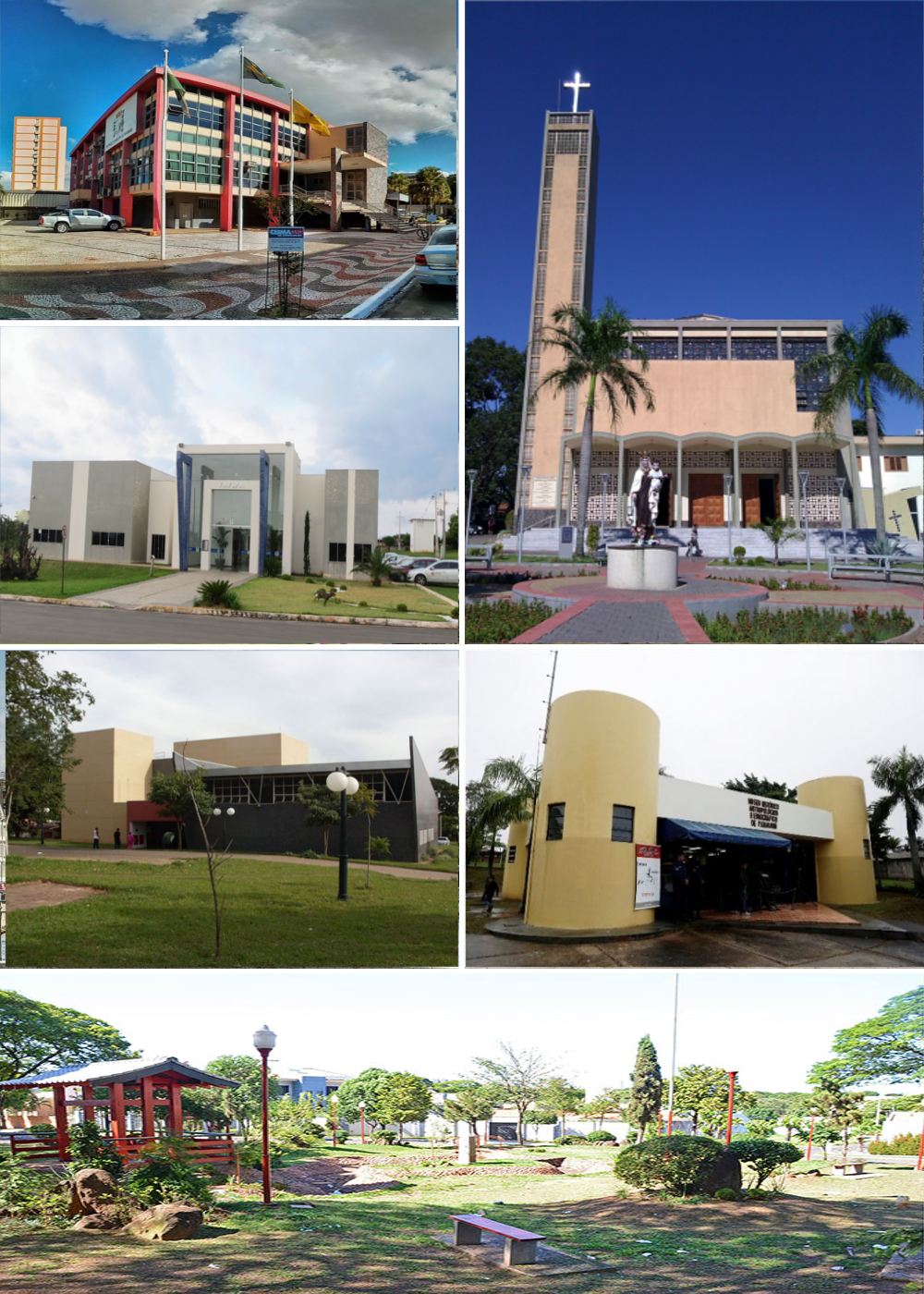
帕拉納瓦伊

帕拉納瓦伊（葡萄牙語：Paranavaí）是巴西的城鎮，位於該國南部，由巴拉那州負責管轄，始建於1952年12月14日，面積1,202.5平方公里，海拔高度425米，2014年人口86,218，人口密度每平方公里71.7人。
23°04′22″S 52°27′54″W / 23.07278°S 52.46500°W